# Napomyza eximia
Napomyza eximia är en tvåvingeart som beskrevs av Spencer 1964. Napomyza eximia ingår i släktet Napomyza och familjen minerarflugor. Inga underarter finns listade i Catalogue of Life.